# Stanislas Meunier
Pour les articles homonymes, voir Meunier.
Stanislas Étienne Meunier, né le 18 juillet 1843 à Paris, mort le 23 avril 1925 à Paris, est un géologue, minéralogiste et journaliste scientifique français.

## Biographie
Fils du journaliste scientifique Victor Meunier avec lequel il collabora dans sa jeunesse au sein de la revue Cosmos, Stanislas Meunier a développé les recherches sur la géologie expérimentale initiées par Auguste Daubrée dont il fut l'aide-naturaliste. En 1866, alors jeune chimiste élève d'Edmond Frémy, il entre au Muséum national d'histoire naturelle. Il y devient professeur (1892-1920), il a enseigné pour la première fois « la géologie expérimentale comme une branche distincte de la science ». Il a réalisé le premier travail d'ensemble sur le Bassin parisien (géothermie, tremblements de terre...). On lui doit de très nombreuses publications spécialisées mais aussi une collaboration dans les journaux politiques de l'époque notamment dans l'Opinion nationale.
Son épouse, Madame Stanislas Meunier (née Léonie Levallois), ancienne institutrice, publie des romans et des ouvrages de vulgarisation scientifique.
Il est élu en 1909 à l'Académie des sciences, belles-lettres et arts de Savoie, avec pour titre académique Agrégé.